# 雙魚座矮星系
雙魚座矮星系是屬於本星系群的一個不規則矮星系，它也是三角座星系（M33）的衛星星系，因為位在雙魚座的位置上，所以被稱為雙魚座矮星系。它以287Km/s的速度接近銀河系，因此呈現藍移。它可能是位於轉折型的一種星系，介於矮橢球星系和矮不規則星系之間的星系。這種星系可能很罕見，但在統計上是可以接受的，屬於二者之中的任何一種都可以。

## 歷史
它是在1976年被Karachentseva發現的。